# Война пуговиц (фильм, 1994)
«Война пуговиц» (англ. War of the Buttons) — кинофильм. Экранизация произведения, автор которого — Луи Перго.

## Сюжет
Фильм рассказывает о мальчишках из маленькой ирландской деревушки, враждующих со сверстниками из соседней деревни. В ходе стычек они отрезают у противников пуговицы, так как именно это наиболее жестоко наказывается родителями обеих деревень. В центре картины мальчик, сын бедных родителей, которого наказывают с чрезмерной суровостью. Он сбегает из дома, чтобы избежать жестокого наказания, но в итоге его всё равно отправляют в приют для трудных подростков.

## В ролях
| Актёр             | Роль           |
| ----------------- | -------------- |
| Лиам Каннингем    | учитель        |
| Грегг Фицджералд  | Фергюс         |
| Колм Мини         | папа Джеронимо |
| Жерар Кирни       | Большой Кон    |
| Дараг Нотон       | Боффин         |
| Брендан МакНамара | Тим            |
| Джон Клир         | Питер          |